# Cryptoscatomaseter iowensis
Cryptoscatomaseter iowensis är en skalbaggsart som beskrevs av Henry Frederick Wickham 1913. Cryptoscatomaseter iowensis ingår i släktet Cryptoscatomaseter och familjen Aphodiidae. Inga underarter finns listade i Catalogue of Life.